# Magnet

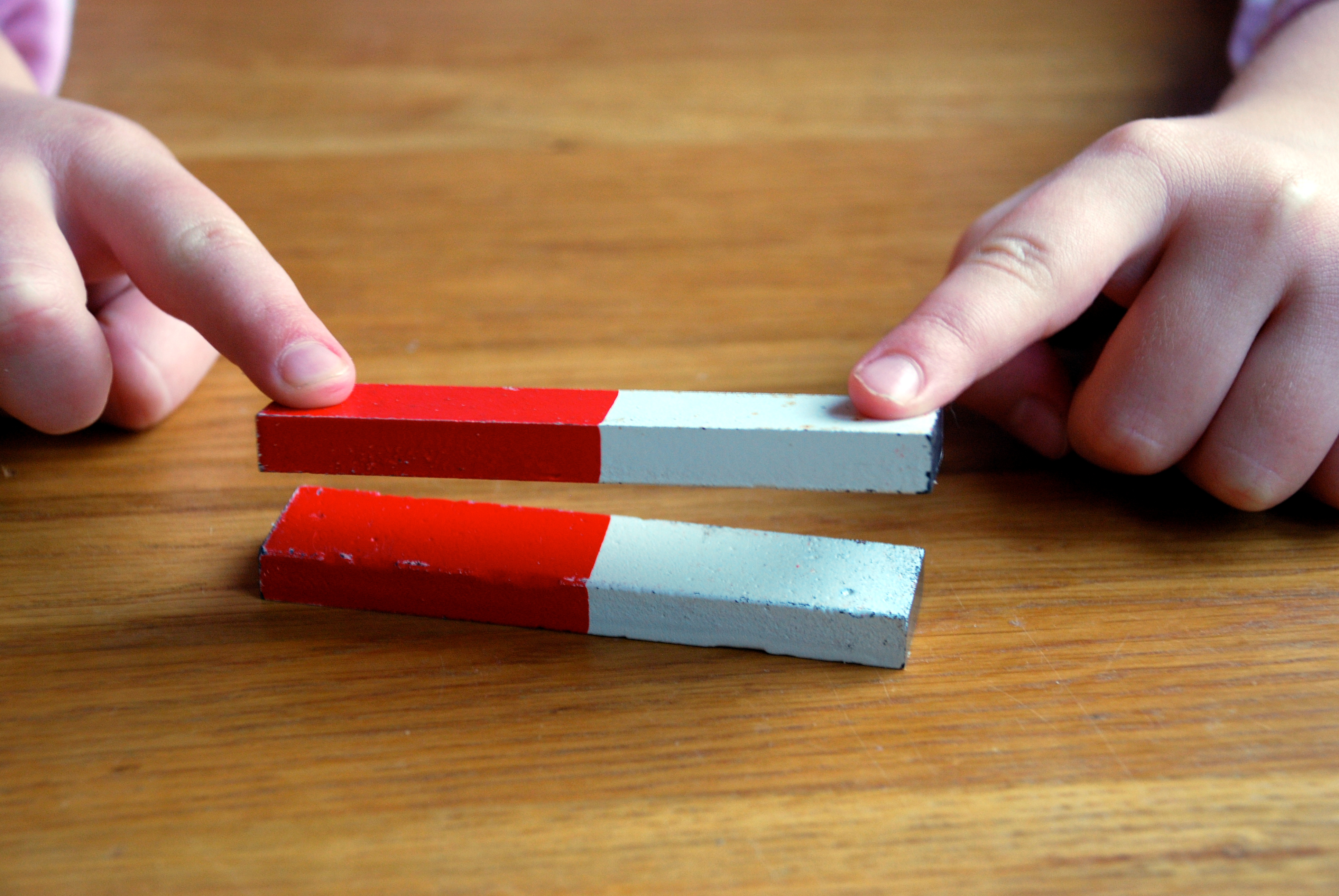
Permanentmagneter visar repulsion mellan lika poler

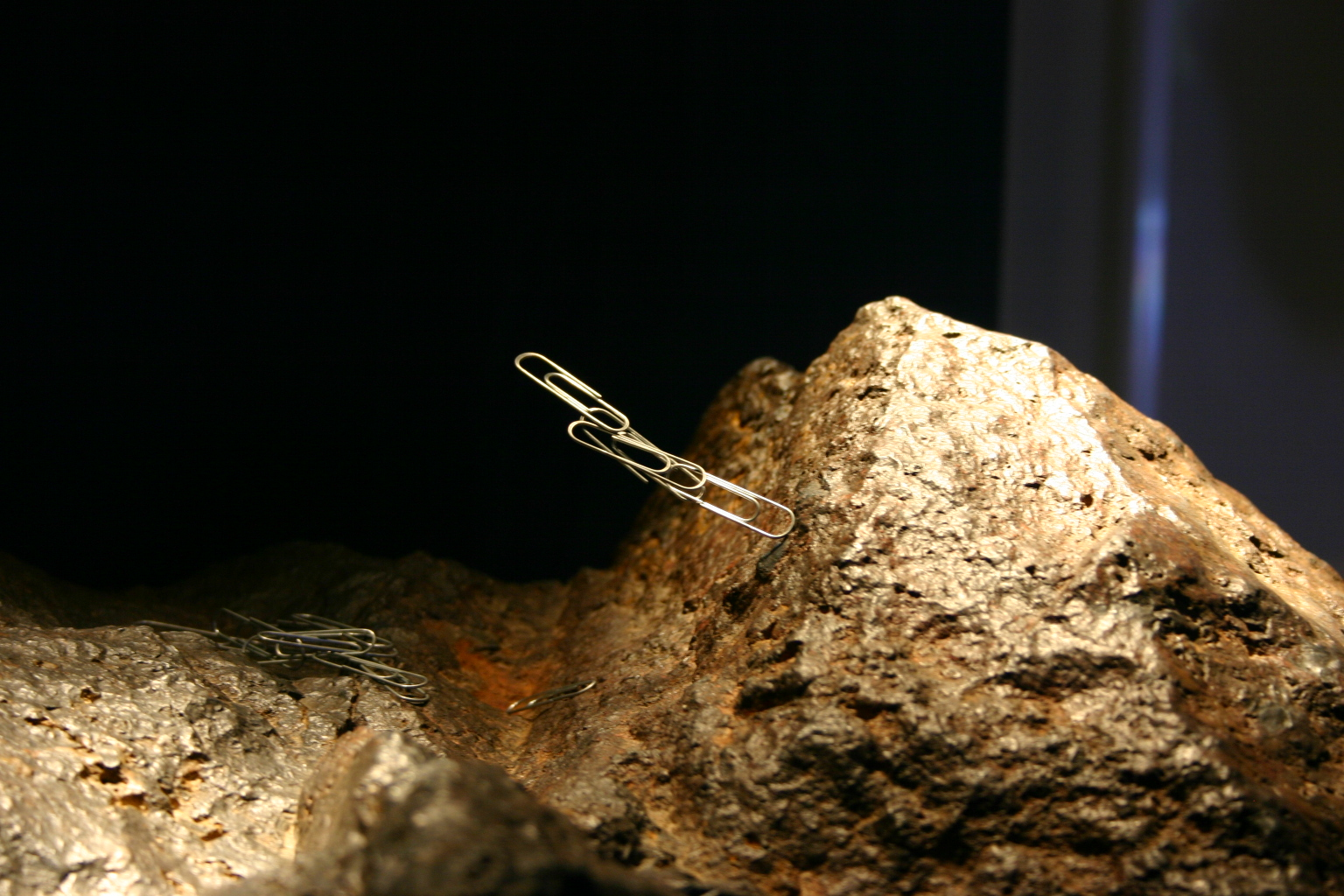
Segelstenar är magnetiserade av blixtar

En magnet är ett objekt som ger upphov till ett magnetfält. En permanentmagnet orsakar ett konstant magnetfält och är oberoende av yttre energikällor, medan en elektromagnet orsakar ett fält endast då den är ansluten till en elektrisk kraftkälla.
Permanentmagneter och eventuella kärnor i elektromagneter består av ferromagnetiska material. Om magnetfältet kvarstår även sedan det yttre fältet avlägsnats talar man om ett hårdmagnetiskt material, till exempel olika ferriter, i annat fall är det mjukmagnetiskt, till exempel järn och transformatorplåt.

## Historia
Redan de gamla grekerna kände till magneter. Det förekommer naturliga permanentmagneter av till exempel mineralen magnetit. Den joniska naturfilosofen Thales tillskrev båda magneten och bärnsten en själ. 
Magnetisk influens beskrivs av Platon i dialogen Ion. Där jämför Sokrates poetisk inspiration med hur man kan hänga järnringar på en järnring som hänger under en permanentmagnet, men när man tar bort permanentmagneten försvinner järnringens magnetiska kraft. Lucretius nämner magnetisk repulsion. Augustinus berättar med förvåning om hur järnspån på en silvertallrik följer en magnet som flyttas runt under den.
Den första att förklara hur kompassen fungerade var kinesen Shen Kou. I Kina upptäcktes också magnetens benägenhet att vrida sig i nord-syd riktning. Under tidig medeltid blev kompassen känd som navigationsinstrument. 1269 skrev Petrus Peregrinus om magnetens två poler, i analogi med himmelssfärens nordpol och sydpol. Kring 1600 skrev William Gilbert sin studie De Magnete (Om magneten). Där visade han att jordens magnetfält kan beskrivas med att jorden har magnetiska poler nära dess rotationsaxel som attraherar och repellerar de magnetiska polerna i kompassnålen.
Ørsted observerade 1820 hur en elektrisk ström i en tråd påverkade riktningen av en kompassnål i dess närhet, och 1824 lindade William Sturgeon den första elektromagneten.

## Material
Permanentmagneter består av material med stor magnetisk hysteres. Naturligt förekommande magneter består till största delen av magnetit, ett ganska allmänt mineral som utvinns ur gruvor för utvinning av järn. Andra naturligt förekommande magneter, så kallade magnetstenar eller segelstenar som magnetiserats av blixtnedslag, är dock sällsynta. Orsaken är att det krävs starka fält för att magnetisera materialet, och sådana fält på jorden endast finns på korta avstånd från blixtar. 
Det förklarar också varför magnetstenar endast påträffas nära jordytan.
Kompassnålar bestod av stål (järn med någon procent kol), som magnetiserades genom kontakt med en pol av segelstenen, eller genom strykning. 
Man kunde även magnetisera stänger genom kallhamring parallellt med jordens magnetfält. 1855 upptäckte man att wolframstål var ett bättre material för permanentmagneter, men även dessa kunde lätt tappa i magnetisering genom mekaniska stötar. 1917 utvecklade Kotaro Honda KS stål, järn med 35 procent kobolt, som var ett mer stabilt material. 
På 1930-talet upptäcktes Alnico, legeringar av järn med aluminium, nickel, kobolt och koppar.
De starkaste permanentmagneterna, s.k. neodymmagneter, tillverkas idag genom sintring av en pulverblandning av grundämnena neodym, järn och bor.

## Former

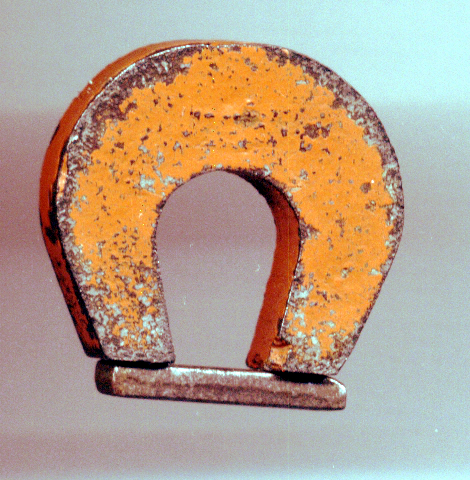
En hästskomagnet

De traditionella formerna för en magnet är stavmagneten och hästskomagneten. Orsaken till detta är att det så kallade demagnetiseringsfältet är mindre för former med mer magnetiskt material mellan polerna. Med nyare material kan man tillverka platta magneter. De har tillräckligt stor koercivitet att de kan motstå starka demagnetiseringsfält. Det möjliggör mindre likströmsmotorer i till exempel fönsterhissar och i hårddiskar.
Högtalare innehåller en magnet med en smal cylinderformig luftspalt som talspolen rör sig i.
Magneter kan också tillverkas med poler på fler än två ställen. Dessa finns till exempel i cykelgeneratorer och i kylskåpsmagneter, som är magnetiska bara på en sida.